# شچوچین، بلاروس
شچوچین (به لاتین: Shchuchyn) یک منطقهٔ مسکونی در بلاروس است که در Ščučyn District واقع شده‌است. شچوچین ۱۵٬۴۷۵ نفر جمعیت دارد.